# 今福寄居蟹
今福寄居蟹（学名：Pagurus imafukui）为寄居蟹科寄居蟹屬下的一个种。